# 20364 Zdeněkmiler
(20364) Zdeněkmiler, denumire internațională (20364) Zdenekmiler, este un asteroid din centura principală de asteroizi.

## Descriere
20364 Zdeněkmiler este un asteroid din centura principală de asteroizi. A fost descoperit pe 20 mai 1998 la Observatorul Kleť de Miloš Tichý și Zdeněk Moravec
. Asteroidul prezintă o orbită caracterizată de o semiaxă mare de 2,93 ua, o excentricitate de 0,12 și o înclinație de 2,8° în raport cu ecliptica.